# Drejček in trije Marsovčki
‎
Drejček in trije Marsovčki je mladinski znanstvenofantastični roman pisatelja Vida Pečjaka, ki je izšel leta 1961. Roman je Pečjakovo najbolj znano delo in je bil od izdaje že večkrat ponatisnjen. Knjiga je bila prevedena tudi v češčino in srbohrvaščino, delo je bilo večkrat uprizorjeno v lutkovnem gledališču.

## Zgodba
Miš, Maš in Šaš so trije Marsovčki. Maš je drugi Marsovček po velikosti in hodi v drugi razred, kjer mu najbolj od vseh predmetov gre računstvo. Glavo je imel večjo od največje makedonske lubenice, telo pa ni bilo mnogo širše od steklenice za kokto. Tenke roke s tremi prsti so mu rasle iz glave, tam kjer bi morala biti ušesa. Namesto nosu je imel samo dve luknji sredi obraza. Oblečen je bil v otroške žabe in prepasan s kravato.
Vsi trije so se prevažali z letečo cigaro. To je magnetno vozilo, ki je po obliki podobno cigari iz tobaka. Tako Mašu kot tudi drugim Marsovcem ni bilo dovoljeno pristati na Zemlji, vendar Marsovčki so to prekršili, saj so na  Zemlji obiskali Drejčka. Z njim so se vsi trije kmalu spoprijateljili. Skupaj so ugotovili, da so razlike med življenjem na Marsu in Zemlji zelo velike. Na Marsu šola in umivanje nista obvezni, otroci lahko hodijo spat, kadar želijo. Hiše so podobne steklenicam, stene so prozorne, stoli znajo hoditi in govoriti. Najbolj pomembno pa je, da so na Marsu prepovedane vojne, kar pa je na Zemlji še vedno dovoljeno.
Šaš, Maš in Miš so Drejčka naučili, da če bi vsi ljudje mislili, da se vojne ne dajo prepovedati, potem na svetu ne bo nikoli miru. Če hočemo doseči mir, ni dovolj, da ga samo ljubimo. Za mir se je treba boriti. To lepo idejo so Marsovčki prenesli na Drejčka. Maš in ostali Marsovčki ne vedo, kaj so topovi, puške, kaj pomeni vojna in prelivanje krvi. Na Marsu so tudi lepši in pravičnejši odnosi med ljudmi.
Ko so se na koncu Marsovčki poslovili in za vedno odšli nazaj na Mars, so hoteli Drejčku pustiti nekaj, kar ga bo spominjalo nanje. Miš mu je podaril svetlečo se kroglico, Maš mu je dal pas v obliki kravate, Šaš pa mu je izročil gumb, ki si ga je odtrgal od hlač. Drejček pa je za vsakega odtrgal vejico španskega bezga, saj je vedel, da take cvetice ne rastejo na Marsu.

## Literarni liki
Vsi trije Marsovčki so imeli glavo večjo od največje makedonske lubenice, telesa pa niso bila mnogo širša od steklenice za kokto. Tenke roke s tremi prsti so rastle iz glave tam, kjer bi morala biti ušesa. Namesto nosu so imeli samo dve luknji sredi obraza. Oblečeni so bili v otroške žabe in prepasani s kravatami.

### Šaš
Šaš je bil najmanjši in najmlajši med njimi in je hodil v otroški vrtec. Vedno je ponavljal besede za starejšima bratoma.

## Izdaje
- Drejček in trije Marsovčki, Ljubljana: Mladinska knjiga (1961)
- Drejček in trije Marsovčki, Ljubljana: Mladinska knjiga (1965)
- Drejček in trije Marsovčki, Ljubljana: Mladinska knjiga (1967)
- Drejček in trije Marsovčki, Ljubljana: Mladinska knjiga (1984)
- Drejček in trije Marsovčki, Ljubljana: Mladinska knjiga (1992)
- Drejček in trije Marsovčki, Ljubljana: samozaložba, (1995)
- Drejček in trije Marsovčki, Ljubljana: Mladinska knjiga (2003)
- Drejček in trije Marsovčki, Ljubljana: Mladinska knjiga (2005)

### Tuje izdaje
- Drejček i tri Marsovca, Sarajevo: Veselin Masleša, (1966)
- Drejček i tri Marsovca, Sarajevo: Veselin Masleša, (1972)